# Sejas de Aliste
Sejas de Aliste (en asturleonés Seixas d'Aliste) es una localidad española del municipio de Rábano de Aliste, en la provincia de Zamora, y la comunidad autónoma de Castilla y León.
Situado en la comarca de Aliste, el casco urbano de esta población se encuentra ubicado en un fecundo valle vigilado por su iglesia parroquial. Dista 10 km de Alcañices, 10 km de la frontera con Portugal y 69 km de Zamora, la capital provincial. 

## Etimología
El significado de Sejas (Seixas en alistano), podría hacer referencia a parajes con abundancia de piedras (del latín saxum, "roca"). Por su parte, Aliste deriva del río Aliste.

## Historia
Los primeros indicios de poblamiento humano en la localidad se encuentra en el castro de "El Cerco", ubicado al norte del pueblo y que fue declarado en 2013 Bien de Interés Cultural con categoría de zona arqueológica por ser uno de los exponentes de la forma de vida de las primeras comunidades aldeanas en la comarca de Aliste.
Más tarde, durante la Edad Media, Sejas quedó integrado en el Reino de León, cuyos monarcas habrían acometido la repoblación de la localidad dentro del proceso repoblador llevado a cabo en Aliste. Tras la independencia de Portugal del reino leonés en 1143 la localidad habría sufrido por su situación geográfica los conflictos entre los reinos leonés y portugués por el control de la frontera, quedando estabilizada la situación a inicios del siglo XIII.
Posteriormente, en la Edad Moderna, Sejas estuvo integrado en el partido de Alcañices de la provincia de Zamora, tal y como reflejaba en 1773 Tomás López en Mapa de la Provincia de Zamora. Así, al reestructurarse las provincias y crearse las actuales en 1833, la localidad se mantuvo en la provincia zamorana, dentro de la Región Leonesa, integrándose en 1834 en el partido judicial de Alcañices, dependencia que se prolongó hasta 1983, cuando fue suprimido el mismo e integrado en el Partido Judicial de Zamora.
En torno a 1850, el antiguo municipio de Sejas de Aliste se integró en el de Rábano de Aliste.

## Patrimonio
De su caserío destaca su «iglesia parroquial de San Lorenzo», situada en un entorno privilegiado desde el que se domina el valle. De su exterior, destaca su robusta torre cuadrada. De su interior el retablo de San Jerónimo y un crucifijo.
Al norte del pueblo se encuentra el castro de «El Cerco de Sejas de Aliste», declarado bien de interés cultural con categoría de zona arqueológica en junio de 2013. Este yacimiento cuenta con una dilatada e ininterrumpida ocupación humana que comienza en la Edad del Hierro y perdura hasta la época romana, tal y como han puesto de manifiesto las diversas excavaciones arqueológicas realizadas. Las prospecciones arqueológicas han puesto de manifiesto la existencia de estructuras defensivas e indicios de actividad metalúrgica que se han datado en la primera Edad de Hierro, así como otras de épocas posteriores que podrían llegar a ser de época romana. El castro es por tanto uno de los escasos testimonios de la cultura castreña del occidente de la provincia de Zamora.
Desde agosto de 2022 en la sala de exposiciones "Ricardo Segundo", ubicada en las antiguas escuelas, puede contemplarse la exposición permanente "El verano de 1928 en Sejas de Aliste. Fotografías de la Escuela Madrileña de Cerámica".

## Fiestas
La fiesta principal en honor a su patrón, San Lorenzo, celebrada cada 10 de agosto, aunque la fiesta se alarga durante dos o tres días. 
Una fiesta relevante también es la de San Antonio, que se celebra en fin de semana cercano al 14 de junio.
Durante el magosto se celebra la tradicional Fiesta de la Castaña a primeros de noviembre.
Los vecinos de Sejas, junto con los de otros municipios zamoranos, suelen participar en la romería de la Virgen de la Soledad, que se celebra el 8 de mayo en la ermita de la Virgen de la Soledad, situada en el término municipal de Trabazos.
El Toco es una fiesta celebrada cada 31 de diciembre.